# Soleckij rajon
Il Soleckij rajon (in russo Солецкий район?) è un rajon dell'Oblast' di Novgorod, nella Russia europea; il capoluogo è Sol'cy. Istituito nel 1927, ricopre una superficie di 1.422,1 chilometri quadrati ed ospita una popolazione di circa 16.000 abitanti.